# Bruchodites praeclusus
Bruchodites praeclusus är en skalbaggsart som först beskrevs av August Reichensperger 1939.  Bruchodites praeclusus ingår i släktet Bruchodites och familjen stumpbaggar. Inga underarter finns listade i Catalogue of Life.